# باکاری سانیا
باکاری سانیا (فرانسوی: Bacary Sagna‎؛ زادهٔ ۱۴ فوریهٔ ۱۹۸۳) بازیکن بازنشسته فوتبال اهل فرانسه است.
وی در تیم‌های اوسر، آرسنال، منچستر سیتی، بنونتو و مونترال ایمپکت بازی کرده‌ است. او همچنین ۶۵ بازی ملی هم برای تیم ملی فوتبال فرانسه انجام داده است.
او کار خود را در اوسر آغاز کرد و در سال ۲۰۰۷ با قراردادی به مبلغ ۷ میلیون پوند به آرسنال رفت و به مدت هفت فصل در این باشگاه باقی ماند.
وی در سال ۲۰۱۴ به باشگاه منچسترسیتی پیوست. سانیا همچنین از سال ۲۰۰۷ بازیکن ملی‌پوش فرانسه بود و در دو تورنمنت جام‌جهانی فوتبال و یک دوره جام ملت‌های اروپا به میدان رفت.